# جون روجرز (سياسي أمريكي)
جون روجرز (بالإنجليزية: John Rogers)‏ هو سياسي أمريكي، ولد في 16 ديسمبر 1940 في برمنغهام في الولايات المتحدة. حزبياً، نشط في الحزب الديمقراطي. وقد انتخب عضو مجلس نواب ألاباما.